# How to Dismantle an Atomic Bomb
Albums de U2
U2 Go Home: Live from Slane Castle
(2003) The Complete U2
(2004)
Singles
1. Vertigo
Sortie : 8 novembre 2004
2. All Because of You
Sortie : 8 février 2005
3. Sometimes You Can't Make It on Your Own
Sortie : 14 février 2005
4. City of Blinding Lights
Sortie : 6 juin 2005

How to Dismantle an Atomic Bomb est le onzième album studio du groupe de rock irlandais U2, sorti le 22 novembre 2004 sous les labels Island Records et Interscope Records. Produit principalement par Steve Lillywhite après le départ de Chris Thomas, le disque a été enregistré à Dublin, aux Hanover Quay Studios et en France à Èze dans les Alpes-Maritimes. Comme son prédécesseur All That You Can't Leave Behind, mais avec un son plus percutant, il est composé de onze chansons rock et de ballades, beaucoup moins expérimentales que les compositions des années 1990. Les thèmes abordés par le disque sont la vie, la mort, l'amour, la guerre, la foi et la famille. Les quatre singles de l'opus sont Vertigo, All Because of You, Sometimes You Can't Make It on Your Own et City of Blinding Lights. 
Plutôt bien reçu par les critiques, l'album se classe N°1 dans 30 pays et se vend à plus de dix millions de copies dans le monde entier. Le disque a remporté 8 Grammy Awards entre 2005 et 2006 dont celui de meilleur album de l'année et 3 pour Vertigo, un tube planétaire. Il est suivi de la tournée mondiale Vertigo Tour qui se déroule du 28 mars 2005 au 9 décembre 2006. Vingt ans après la sortie de How to Dismantle an Atomic Bomb, U2 dévoile un « album fantôme » issu de ces sessions : How to Re-Assemble an Atomic Bomb, qui sort le 29 novembre 2024, comprend des morceaux non retenus des sessions de l’album original.

## Historique

### Contexte
En 2001, U2 connaît un grand succès avec Elevation Tour, la tournée promotionnelle de l'album All That You Can't Leave Behind. Les Irlandais ont retrouvé la forme, plus de dix millions d'albums vendus, et gagné à l'arraché le titre convoité de plus grand groupe de rock du monde. U2 remporte également durant deux années consécutives, sept trophées aux Grammy Awards pour l'album et les chansons qui y sont extraites. En 2002, le groupe publie leur second Best of accompagné de deux nouveaux morceaux, le single Electrical Storm et The Hands That Built America repris sur la bande originale du film Gangs of New York de Martin Scorsese. Enfin, c'est en 2003, selon le guitariste The Edge, que U2 se décide « à travailler sérieusement pour le nouvel album ».

### Enregistrement
Avant de se lancer dans l'élaboration du nouveau disque, le chanteur Bono se replonge dans l'écoute de groupes qui lui ont donné envie de faire de la musique de façon professionnelle, tels que Buzzcocks, Siouxsie and the Banshees et Echo and the Bunnymen. En février 2003, U2 entre au Hanover Quay Studios à Dublin avec Chris Thomas, producteur légendaire des Beatles, des Sex Pistols et des Pretenders. Le son recherché est dans le même genre que pour l'album précédent mais plus rock encore. « Il y avait plein d'idées dans l'air, note le bassiste Adam Clayton, mais on avait un mal fou à boucler l'ensemble ».
Après neuf mois de travail, le groupe a terminé un album de chansons. En octobre, ils se sont réunis à Dublin pour faire le point sur leur travail. Bono et The Edge pensaient qu’il était assez bon pour le sortir. Bono a déclaré: « Il ne manquait plus que l'assentiment du politburo et le disque serait sorti pour Noël. » Cependant, Adam Clayton et le batteur Larry Mullen Junior n’étaient pas d’accord avec leurs camarades de groupe et ont voté contre la sortie de l’album. Pour Larry Mullen Junior, « les chansons n'avaient pas de magie ». Chris Thomas est licencié par U2, après avoir produit quand même Sometimes You Can't Make It on Your Own, Yahweh et One Step Closer (avec Daniel Lanois).

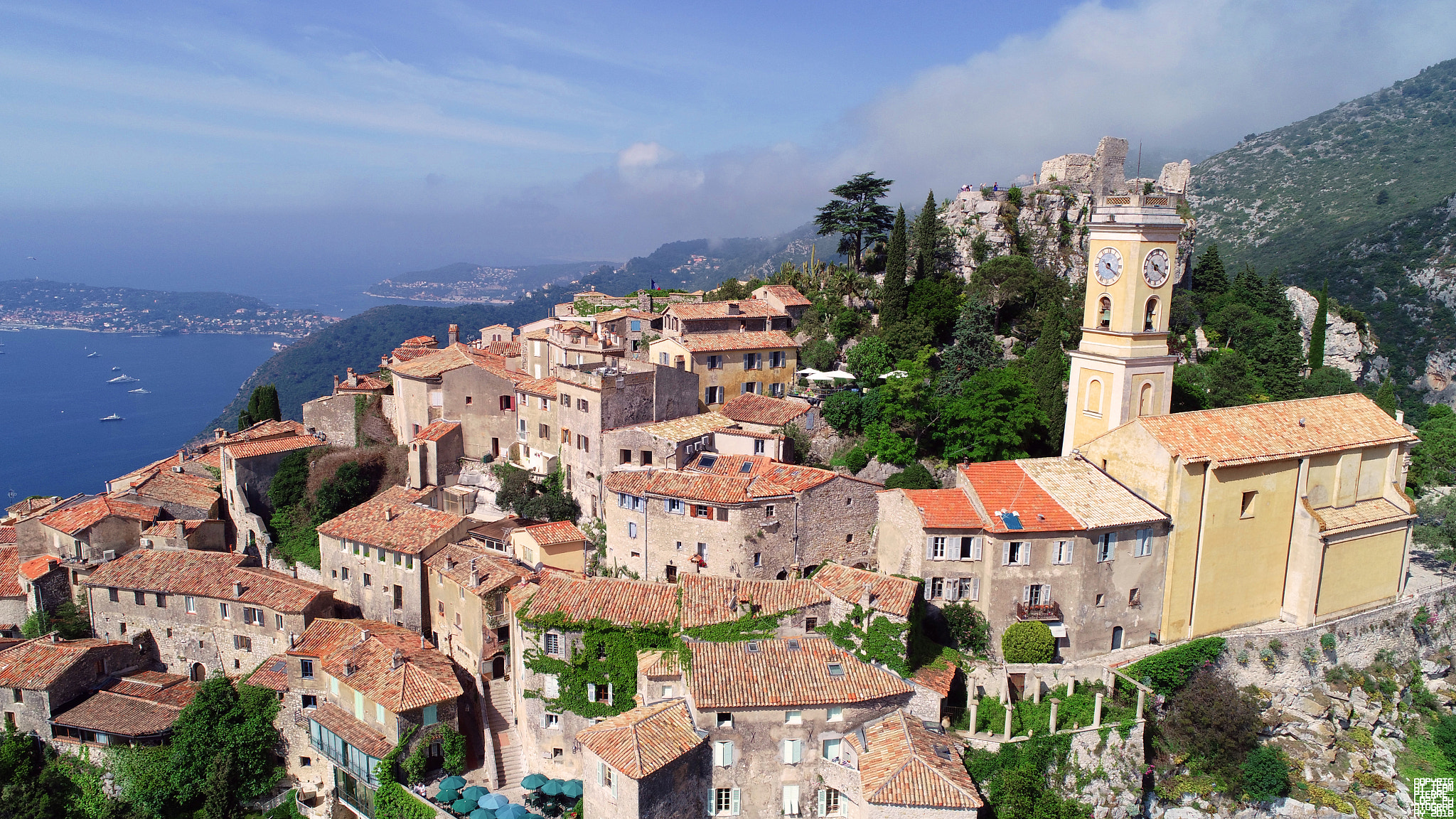
U2 enregistre une partie de l'album à Èze dans les Alpes-Maritimes.

L'enregistrement du disque reprend en janvier 2004 à Èze, où Bono et The Edge ont des résidences. Steve Lillywhite devient le producteur principal de l'album aidé de collaborateurs différents, parmi lesquels Jacknife Lee. Pendant six mois, ils retravaillent avec succès les chansons du groupe. Bono a néanmoins reconnu que l’implication de plusieurs producteurs (Brian Eno, Flood, Nellee Hooper...) affectait la « cohésion sonore » du disque. L'album est achevé le premier week end du mois de juillet 2004.
Il fallait à U2 un morceau supplémentaire pour le pressage japonais. Il est de tradition que le groupe donne à ses fans japonais une sorte de récompense pour les remercier d'avoir attendu. « Vers la fin, les albums de U2 c'est toujours la folie dit Steve Lillywhite. On était là, la dernière nuit, à nous dire : "Voilà, c'est terminé, on a fini l'album et ça n'a pas été la folie" quand Bono arrive et nous dit qu'on enregistre Xanax And Wine. » Cette balade, terminée aux petites heures du matin, s'intitulera finalement Fast Cars.
Un incident viendra toutefois contrarier cette fin d'enregistrement. Une démo sur laquelle figure des versions inachevées de certaines chansons de l'album, est volée aux studios de la Victorine à l'ouest de Nice fin juillet, pendant une séance photo du groupe pour un magazine. Par chance, aucune chanson du disque ne sera divulguée sur internet avant sa sortie officielle.
Vertigo, premier titre d'How to Dismantle an Atomic Bomb est diffusé à la radio le 24 septembre. Il est publié comme premier single le 8 novembre. Enfin, l'album sort officiellement dans le monde entier le 22 novembre 2004.

## Caractéristiques artistiques

### Analyse du contenu
Produit principalement Steve Lillywhite, How to Dismantle an Atomic Bomb compte 11 titres et sa durée d'écoute est de 49 minutes environ. Bono affirme sur le DVD de l'album que « C'est notre premier album rock. Ça nous a pris vingt ans, mais c'est notre véritable premier album rock ». Adam Clayton abonde dans ce sens en affirmant que beaucoup de chansons étaient un retour à ce qu'ils faisaient à leurs débuts, avec beaucoup de parties de guitare.
Interrogé un an plus tard sur le fait de savoir si cet album était un prétendant au titre de l'un des trois meilleurs albums du groupe, Bono a répondu qu'il n'y avait « pas de chansons médiocres mais, en tant qu'album, l'ensemble n'est pas supérieur à la somme de ses parties et c'est ça qui m'emmerde ».
Au niveau des thèmes abordés, l'album évoque un monde qui est à un carrefour de son existence. Bono explique que « beaucoup de chansons sont des hymnes à la naïveté, un rejet de la connaissance ». La paix, la guerre, l'amour et la mort sont des thèmes récurrents de l'album.

N°1 en Angleterre à sa sortie, Vertigo est un rock évident, reposant sur un des riffs les plus marquants de The Edge. En quête d'un instant de pure spontanéité, ce dernier y voit « une expérience consistant à explorer la guitare rock'n'roll, en essayant de découvrir quel sens cela peut avoir, au XXIe siècle. » Ce morceau exprime le sentiment de vertige ressenti par Bono lors d'une soirée dans une boîte de nuit luxueuse « où les boissons sont au prix d'un bar dans un pays du tiers-monde […] On regarde autour de soi et on voit le grand et gras capitalisme au sommet de sa montagne, prêt à s'effondrer. C'est ce sentiment de vertige qu'on a en réalisant qu'on est ici, buvant, mangeant, polluant, nous escroquant nous-mêmes jusqu'à notre mort ». Le clip vidéo a été tourné dans le désert catalan à Punta Del Fangar. U2 interprète Vertigo  dans toutes ses tournées depuis 2005.

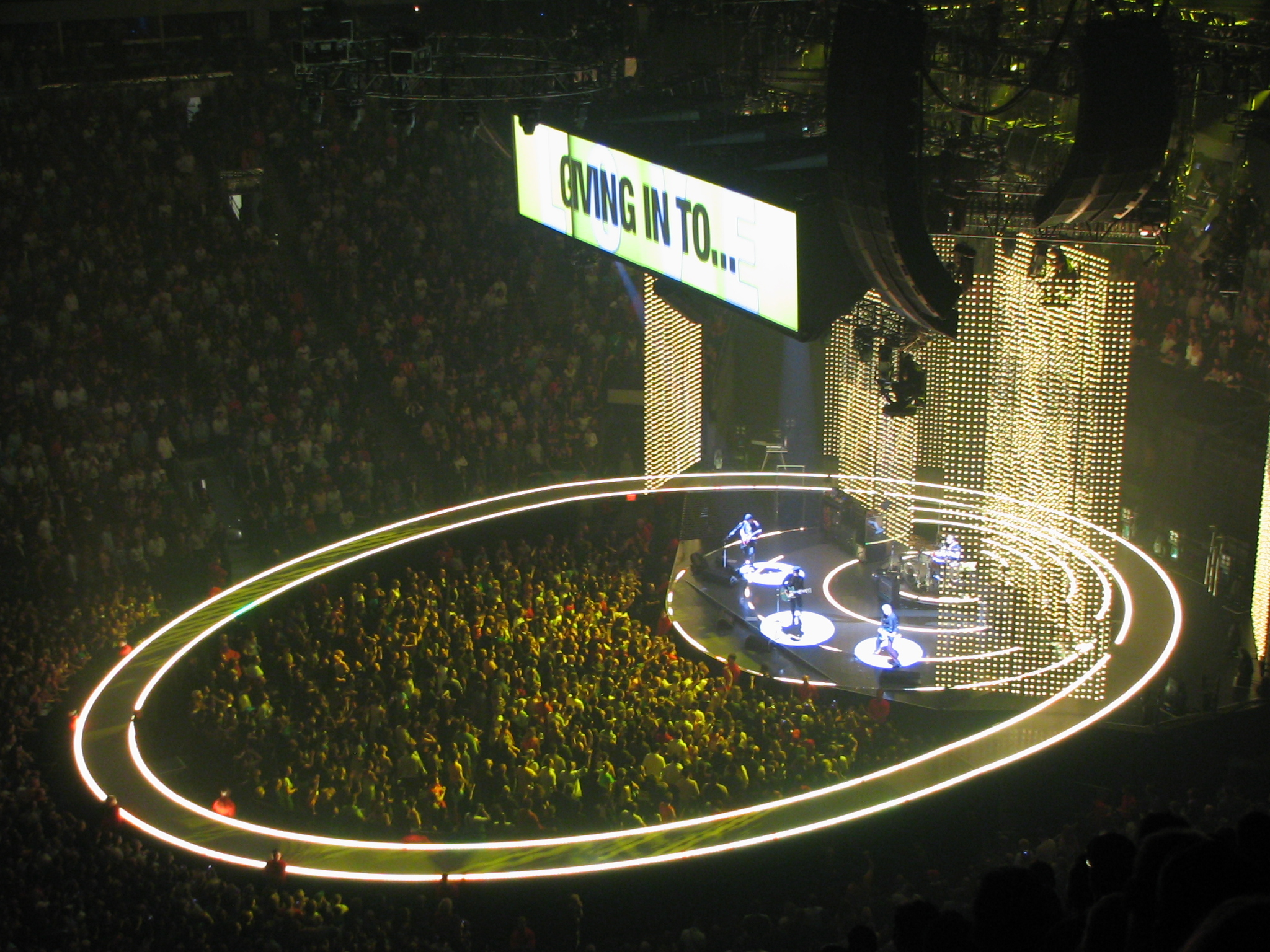
U2 se produisant à Toronto lors du Vertigo Tour le 16 septembre 2005.

Moins électrique et plus aérien, Miracle Drug est une chanson d'amour, avec des batteries tribales et un chorus mené à la guitare. On constate les présences de The Edge et de Larry Mullen Junior au chant, ce qui pour ce dernier  est assez rare. Bono a écrit cette chanson en hommage à l'écrivain irlandais paraplégique Christopher Nolan.
Produit par Chris Thomas, Sometimes You Can't Make It on Your Own est une ballade composée par Bono pour rendre hommage à son père décédé d'un cancer en 2001. Le titre évoque la relation difficile entre les deux hommes, campant chacun sur leur fierté pour tenir le coup après la mort de la mère de Bono, ou tout au long de la longue agonie qui a emporté Bob Hewson. Comme Vertigo, la chanson atteint la première place des charts anglais.
Love and Peace or Else est un blues lascif datant de All That You Can't Leave Behind. Ce morceau froid et métallique parle de l'état du monde dans lequel nous vivons. La chanson prit toute sa dimension en live lors du Vertigo Tour.
City of Blinding Lights avec ses parties de guitare fédératrices signées The Edge, est un titre qui date des sessions de l'album Pop. Le thème principal de ce morceau est la perte de l'innocence. Barack Obama a utilisé cette chanson pour sa campagne électorale lors des élections présidentielles américaines de 2008 et 2012.
All Because of You est le titre le plus puissant de l'album avec Vertigo. Les paroles suggèrent que Bono marche dans les couloirs des Nations unies, qu’il rencontre les présidents et qu’il soit capable d’appeler le pape sur son portable, mais que parfois, il préférerait rester simplement lui-même.

Le thème de la ballade A Man and a Woman est l’amour perdu. En 2004, Bono déclara qu’il voulait avec ce titre « réunir dans un même morceau The Clash et Marvin Gaye ». Le résultat laisse perplexe.

Logo de U2 en 2007, post-How to Dismantle an Atomic Bomb.

Morceau Pop rock, coloré et rythmé, Crumbs for Your Table traite des relations entre les pays occidentaux et les pays du tiers-monde et du fossé existant entre les prévisions socio-économiques à long terme des premiers et les besoins immédiats des seconds. La phrase « You speak in signs and wonders » peut aussi être vue comme une critique de l'église catholique.
One Step Closer, est une chanson atmosphérique dont une première version avait été créée pendant l'enregistrement de All That You Can't Leave Behind. Elle est inspirée à Bono par une conversation avec Noel Gallagher alors que son père était mourant. Bono lui avait demandé s'il pensait que son père croyait en Dieu et Gallagher lui avait répondu « Well, he's one step closer to knowing » (« il est à une étape plus près de le savoir »).
Ecrit initialement en hommage à l’une des filles de The Edge, Original of The Spécies est un morceau pop assez complexe, qui parle de la jeunesse et les doutes que l'on peut avoir. Bono tient là une mélodie scintillante, avec ses rafales de cordes et son lyrisme bridé, le genre de chanson intemporelle et retenue.
Dans le morceau pop-rock Yahweh, en clôture d'album, on entend le son d'une mandoline jouée par Daniel Lanois. Dans le texte, Bono y médite sur l'avenir de Jérusalem.
Enfin, le titre du disque vient de la phrase « They're in the desert to dismantle an atomic bomb » qui fait partie de la chanson Fast Cars, présente comme douzième piste uniquement sur les éditions britannique, irlandaise et japonaise de l'album ainsi que sur l'édition Collector.

### Epilogue
How to Dismantle an Atomic Bomb est vraisemblablement le dernier disque digne d'intérêt de la formation irlandaise avant de tomber dans la caricature d'elle-même. Après All That You Can't Leave Behind, U2 prolonge, sous la houlette de  Steve Lillywhite, sa vision d'un rock débarrassé de ses scories électroniques et bien décidé à en découdre avec les charts. L'album a remporté huit Grammy awards, s'est vendu de nos jours à plus de 10 millions d'exemplaires et quatre singles sont élevés au rang de classiques. On retiendra surtout Vertigo, hymne punk de stade inégalé dans l'histoire du groupe, Sometimes You Can't Make It on Your Own un tire-larmes majestueux, City of Blinding Lights un hymne vibrant et Original of The Spécies une sorte de mini-opéra à la Roy Orbison.

### Pochette de l'album
C'est une pochette sobre genre premier album de groupe punk. On y voit les 4 membres de U2 assis avec des têtes de mauvais garçons, lunettes noires (sauf pour le batteur Larry Mullen Junior), fermetures éclairs, et à la nonchalance affichée. La photo est encadrée de noir dominée par des lignes rouges obliques. Elle a été réalisée par le néerlandais Anton Corbijn.

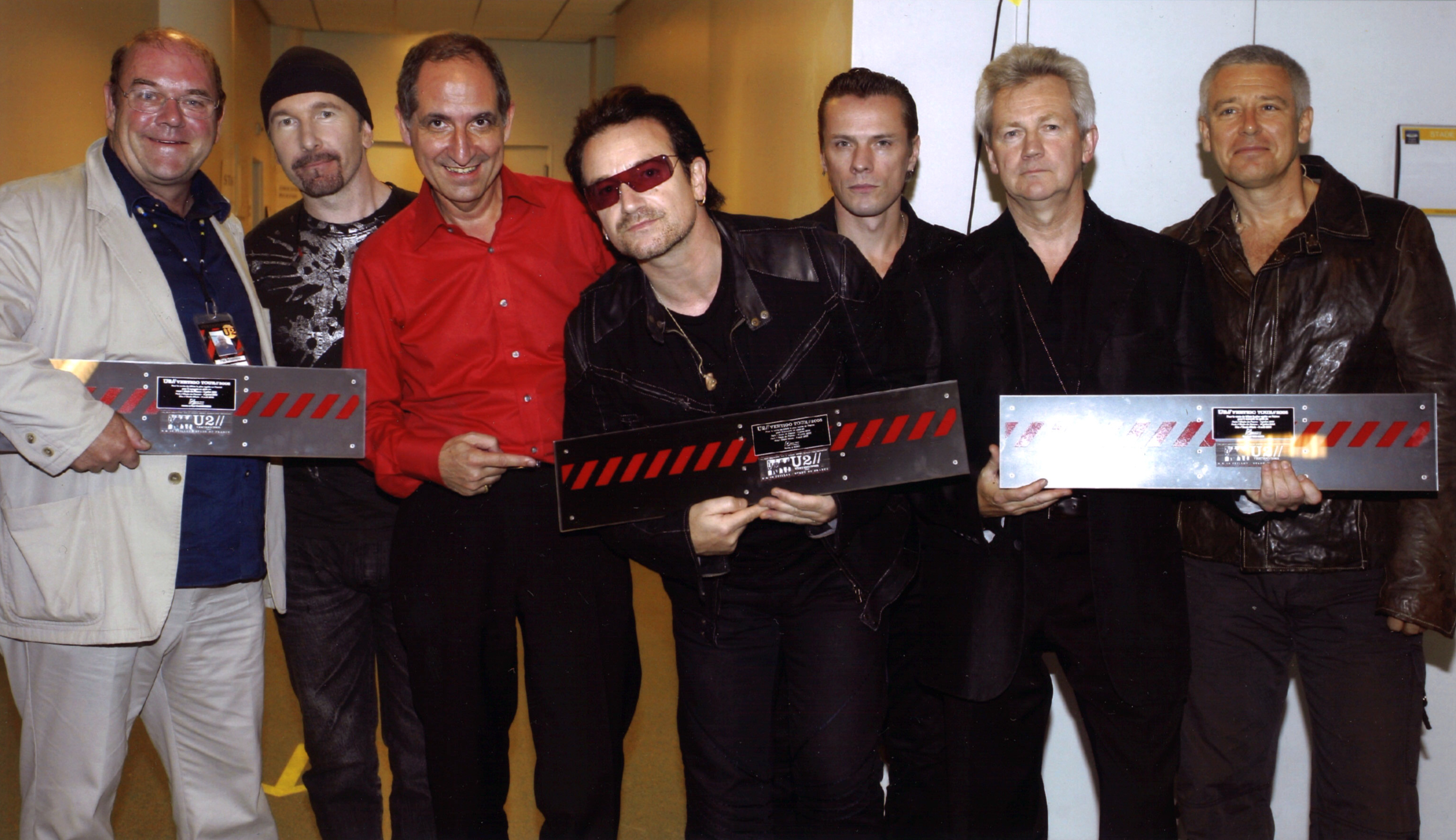
Le 9 juillet 2005, au Stade de France durant le Vertigo Tour, le producteur de spectacles Gérard Drouot offre à U2 des présents aux couleurs de la pochette d'album. De gauche à droite, le manager de U2 Paul McGuinness, The Edge, Gérard Drouot, Bono, Larry Mullen Jr., le promoteur de concert Michael Deeny et Adam Clayton.

## Edition de luxe
Une édition Deluxe de l'album comprenant un DVD de bonus est sortie. Ce DVD comporte un documentaire, U2 and 3 Songs, ainsi que des vidéos de Sometimes You Can'T Make It on Your Own (studio), Crumbs from Your Table (studio), Vertigo (Temple Bar Mix), Sometimes You Can'T Make It on Your Own (Acoustic Couch Mix) et Vertigo (studio). Une édition Collector comprenant le DVD, la chanson bonus Fast Cars et un livret avec de nombreuses illustrations et photographies est également parue.

## Accueil critique
L'album recueille dans l'ensemble de bonnes critiques de la presse mondiale, obtenant un score de 79/100, sur la base de 26 critiques collectées, sur le site Metacritic. Rob Sheffield, de Rolling Stone, lui donne 4 étoiles sur 5, évoquant un album « grandiose de la part d'hommes grandioses, en totale confiance dans l'exécution de leurs fonctions » dans lequel « vous êtes invité à méditer sur la mort (Sometimes You Can't Make It on Your Own), la naissance (Original of the Species), l'amour (A Man and a Woman), la guerre (Love and Peace or Else) et la paix (City of Blinding Lights) » et où « Yahweh poursuit la tradition de bavardage de fin d'album avec le Seigneur. [Le morceau] est trop long et trop lent mais cela fait partie de la tradition ». Pour le magazine Uncut, c'est « le sentiment d'un groupe bandant des muscles qu'il n'avait pas utilisés pendant des années... Parfois, on les soupçonne d'avoir été personnellement soulagés par la mort de l'ironie post 11 septembre ». Uncut rajoute enfin que « c'est le premier disque de U2 entièrement familier avec le Destin... même à leur plus pompeux et désinvoltes, il y a un sous-courant mélancolique dont ils ne peuvent se débarrasser ». Dans une critique positive, le NME écrit : « Le génie de Bono est que son monologue intérieur est si énorme et héroïque qu'il est à la hauteur de la musique ». Pour Billboard, « le son est plus gros, le jeu meilleur, les paroles plus intelligentes et la spiritualité plus fascinante que sur tout ce qu'a fait le groupe depuis des années ». Alexis Petridis, du Guardian, estime que l'album « est peut-être conventionnel et mélodramatique mais il est rempli de moments désarmants » et que « guidé par une section rythmique puissante et féroce, le son est agréablement brut ». Il met particulièrement en avant City of Blinding Lights, Vertigo, All Because of You, Sometimes You Can't Make It on Your Own et Original of the Species. Pour Stephen Erlewine, d'AllMusic, qui lui donne 3,5 étoiles sur 5, How to Dismantle an Atomic Bomb possède « tous les ingrédients qui en font un très bon album de U2, mais ce qui l'empêche d'atteindre des sommets est qu'il paraît trop limité et calculé, trop concerné par un retour au passé plutôt que de foncer courageusement vers le futur. C'est un détail mineur mais important […] qui l'empêche de se tenir côte à côte avec War, The Joshua Tree et Achtung Baby ». Amanda Petrusich, de Pitchfork, lui donne la note de 6,9/10, évoquant un « mélange classique de ballades colossales et de rock saccadé » où le bon (Love and Peace and Else, City of Blinding Lights) côtoie le mauvais (Miracle Drug, Yahweh).
Jean-Daniel Beauvallet, des Inrockuptibles, écrit que la deuxième partie de l'album « ne parvient pas à faire oublier les embarras gastriques et flatulences de la première partie » et conseille de l'acheter en vinyle afin de rayer « impitoyablement la face A ». Le site albumrock lui donne 3 guitares sur 5, affirmant que la musique « coule tranquillement, sans aucune surprise » avec « de jolies mélodies agréables à écouter » mais qu'il manque « un titre vraiment fort. Et surtout de l'originalité, dans le fond et dans la forme ».

## Récompenses
En 2006, lors de la 48e cérémonie des Grammy Awards, l'album remporte le Grammy Award de l'album de l'année et celui du meilleur album de rock, alors que Sometimes You Can't Make It on Your Own remporte celui de la chanson de l'année et City of Blinding Lights, celui de la meilleure chanson de rock, prix qui avait déjà été remporté l'année précédente par Vertigo. Au total entre 2005 et 2006, cet album a reçu huit Grammy Awards, triomphant dans toutes les catégories dans lesquelles il a été nommé. Seul Supernatural de Santana a fait mieux en remportant neuf trophées en 2000.

## Anecdote
U2 a baptisé son album How to Dismantle an Atomic Bomb en rapport au décès du père de Bono survenu en 2001. Le chanteur assimilait en effet la mort de son père à une bombe atomique que ses chansons lui permettrait de désamorcer d’un point de vue psychologique.

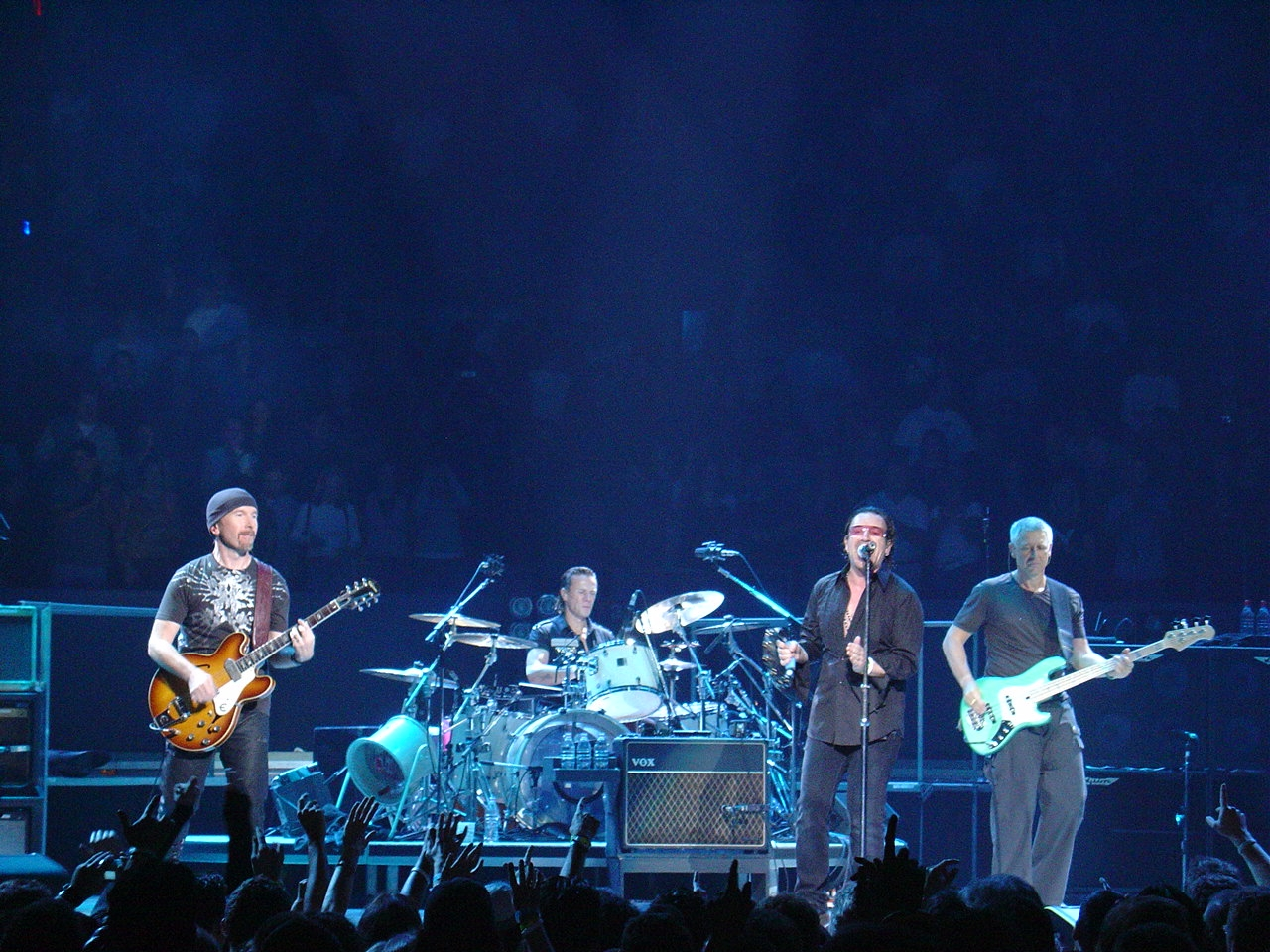
Concert de U2 au Madison Square Garden le 10 octobre 2005.

## Tournée
Durant la tournée promotionnelle de l'album, nommée Vertigo Tour, le groupe donne 131 concerts. La première partie, 28 dates, se déroule en Amérique du Nord de mars à mai 2005 ; la deuxième partie, 32 dates, a lieu de juin à août en Europe ; la troisième partie, 50 dates, a lieu de nouveau en Amérique du Nord de septembre à décembre ; la quatrième partie, 8 dates, se déroule en Amérique du Sud et en Amérique centrale en février-mars 2006 ; et la cinquième partie, repoussée de plusieurs mois quand une leucémie est diagnostiquée à la fille de The Edge, compte 13 dates et se déroule en Océanie et au Japon. Plus de 4 600 000 spectateurs assistent à cette tournée, qui a rapporté 389 000 000 $, ce qui en fait à l'époque la deuxième tournée la plus rentable de tous les temps derrière celle des Rolling Stones pour A Bigger Bang.

## Liste des titres
Toutes les chansons sont écrites et composées par Bono, sauf indication contraire, toute la musique est composée par U2..
| No  | Titre                                   | Paroles          | Producteur               | Durée |
| --- | --------------------------------------- | ---------------- | ------------------------ | ----- |
| 1.  | Vertigo                                 | Bono et The Edge | Steve Lillywhite         | 3:14  |
| 2.  | Miracle Drug                            | Bono et The Edge | Steve Lillywhite         | 3:59  |
| 3.  | Sometimes You Can't Make It on Your Own |                  | Chris Thomas             | 5:08  |
| 4.  | Love and Peace or Else                  | Bono et The Edge | Brian Eno, Daniel Lanois | 4:50  |
| 5.  | City of Blinding Lights                 |                  | Flood                    | 5:47  |
| 6.  | All Because of You                      |                  | Steve Lillywhite         | 3:39  |
| 7.  | A Man and a Woman                       |                  | Jacknife Lee             | 4:30  |
| 8.  | Crumbs from Your Table                  |                  | Steve Lillywhite         | 5:03  |
| 9.  | One Step Closer                         |                  | Thomas, Lanois           | 3:51  |
| 10. | Original of the Species                 |                  | Steve Lillywhite         | 4:41  |
| 11. | Yahweh                                  | Bono et The Edge | Thomas                   | 4:21  |

| Titre bonus - Royaume-Uni Japon | Titre bonus - Royaume-Uni Japon | Titre bonus - Royaume-Uni Japon | Titre bonus - Royaume-Uni Japon | Titre bonus - Royaume-Uni Japon | Titre bonus - Royaume-Uni Japon | Titre bonus - Royaume-Uni Japon | Titre bonus - Royaume-Uni Japon | Titre bonus - Royaume-Uni Japon | Titre bonus - Royaume-Uni Japon |
| No                              | Titre                           | Paroles                         | Producteur                      | Durée                           |                                 |                                 |                                 |                                 |                                 |
| ------------------------------- | ------------------------------- | ------------------------------- | ------------------------------- | ------------------------------- | ------------------------------- | ------------------------------- | ------------------------------- | ------------------------------- | ------------------------------- |
| 12.                             | Fast Cars                       | Bono et The Edge                | Steve Lillywhite                | 3:43                            |                                 |                                 |                                 |                                 |                                 |
| 53:09                           |                                 |                                 |                                 |                                 |                                 |                                 |                                 |                                 |                                 |

DVD (Double CD/DVD et édition limitée seulement)
| U2 and 3 Songs | U2 and 3 Songs                                                  | U2 and 3 Songs | U2 and 3 Songs | U2 and 3 Songs | U2 and 3 Songs | U2 and 3 Songs | U2 and 3 Songs | U2 and 3 Songs | U2 and 3 Songs |
| No             | Titre                                                           | Durée          |                |                |                |                |                |                |                |
| -------------- | --------------------------------------------------------------- | -------------- | -------------- | -------------- | -------------- | -------------- | -------------- | -------------- | -------------- |
| 1.             | U2 and 3 Songs (documentaire)                                   | 20:02          |                |                |                |                |                |                |                |
| 2.             | Sometimes You Can't Make It on Your Own (performance en studio) | 5:09           |                |                |                |                |                |                |                |
| 3.             | Crumbs from Your Table (live)                                   | 5:00           |                |                |                |                |                |                |                |
| 4.             | Vertigo (Temple Bar Mix)                                        | 3:08           |                |                |                |                |                |                |                |
| 5.             | Sometimes You Can't Make It on Your Own (Acoustic Couch Mix)    | 4:43           |                |                |                |                |                |                |                |
| 6.             | Vertigo                                                         | 3:23           |                |                |                |                |                |                |                |
| 43:00          |                                                                 |                |                |                |                |                |                |                |                |

## Classements et certifications
| Pays               | Positions |
| ------------------ | --------- |
| Allemagne          | 1         |
| Australie          | 1         |
| Autriche           | 1         |
| Belgique Comm. fl. | 1         |
| Belgique Comm. fr. | 2         |
| Canada             | 1         |
| Danemark           | 1         |
| Espagne            | 6         |
| États-Unis         | 1         |
| Finlande           | 1         |
| France             | 1         |
| Irlande            | 1         |
| Italie             | 1         |
| Norvège            | 1         |
| Nouvelle-Zélande   | 1         |
| Pays-Bas           | 1         |
| Portugal           | 1         |
| Royaume-Uni        | 1         |
| Suède              | 1         |
| Suisse             | 1         |

| Pays        | Ventes      | Certifications |
| ----------- | ----------- | -------------- |
| Allemagne   | 300 000 +   | 3 × Or         |
| Australie   | 280 000 +   | 4 × Platine    |
| Autriche    | 20 000 +    | Platine        |
| Belgique    | 30 000 +    | Platine        |
| Brésil      | 250 000 +   | 2 × Platine    |
| Canada      | 500 000 +   | 5 × Platine    |
| États-Unis  | 3 000 000 + | 3 × Platine    |
| Finlande    | 20 000 +    | Or             |
| France      | 300 000 +   | Platine        |
| Irlande     | 150 000 +   | 10 × Platine   |
| Japon       | 250 000 +   | Platine        |
| Pays-Bas    | 40 000 +    | Or             |
| Pologne     | 20 000 +    | Or             |
| Royaume-Uni | 1 200 000 + | 4 × Platine    |

## Rééditions 2019 et 2024
Une réédition vinyle de l'album sort le 7 juin 2019 pour son quinzième anniversaire. 
Pour célébrer le 20e anniversaire de How To Dismantle An Atomic Bomb, différents coffrets prévus pour l'événement mais surtout l'album « shadow » sont disponibles à partir du 22 novembre 2024. Il s'agit d'une collection de 10 morceaux intitulée How To Re-Assemble An Atomic Bomb, qui comprend des chansons nouvelles et inédites retrouvées dans les archives des sessions d'enregistrement de l'album original. La liste des titres  de How To Re-Assemble An Atomic Bomb est la suivante :
1. Picture Of You (X+W) -
2. Evidence Of Life -
3. Luckiest Man In The World -
4. Treason -
5. I Don't Wanna See You Smile -
6. Country Mile -
7. Happiness -
8. Are We Gonna Wait Forever? -
9. Theme From The Batman -
10. All Because Of You 2

## Crédits
U2
- Bono : chant, guitare additionnelle (2, 9, 11), piano (5)
- The Edge : guitare, piano, claviers, chœurs, chant sur Miracle Drug
- Adam Clayton : basse, claviers
- Larry Mullen Junior : batterie, percussions, chœurs sur Miracle Drug

Musiciens additionnels
- Jacknife Lee : claviers, synthétiseur, production sur A Man and a Woman, mixage
- Daniel Lanois : guitare, pedal steel guitar, mandoline, percussions, production sur Love and Peace or Else et One Step Closer

Production
- Steve Lillywhite : production sur Vertigo, Miracle Drug, All Because of You, Crumbs from Your Table, Original of the Species et Fast Cars, mixage
- Chris Thomas : production sur Sometimes You Can't Make It on Your Own, One Step Closer et Yahweh
- Brian Eno : production sur Love and Peace or Else
- Flood : production sur City of Blinding Lights, mixage
- Nellee Hooper : mixage
- Carl Glanville : ingénieur du son, mixage